# Mar de Arafura
El mar de Arafura es una entrada poco profunda del océano Pacífico que cubre la plataforma continental entre Australia y Nueva Guinea. 
El mar tiene unos 1290 kilómetros de largo y 560 kilómetros de ancho. La profundidad media está entre 50 y 200 metros. Este mar en sí no es muy navegado y todavía tiene muchas zonas denominadas no exploradas. Las profundidades y/o peligros no están indicados o solo mínimamente en estas zonas por lo que la carta náutica correspondiente indicará claramente la zona de ruta inexplorada y recomendada.

## Geografía
El mar de Arafura está bordeado, al este por el estrecho de Torres y a través de él comunica con el mar de Coral, al sur por el golfo de Carpentaria, al oeste por el mar de Timor y al noroeste por el mar de Banda y el mar de Ceram. Con una superficie de unos 700 000 km², tiene una longitud de unos 1290 km y un ancho de 560 km y una profundidad entre 50 y 80 m, aumentando hacia el oeste. Al ser un mar tropical poco profundo, sus aguas son propicias para la formación de ciclones tropicales.
El mar se ubica sobre la plataforma marina de Arafura, parte de la plataforma de Sahul. Durante la última era glacial al ser muy bajo el nivel del mar, la plataforma de Arafura, el golfo de Carpentaria y el estrecho de Torres formaban un gran puente de tierra que conectaba Australia y Nueva Guinea, facilitando la migración de los humanos desde Asia hacia Australia. Estas masas de tierra combinadas reciben el nombre de continente de Sahul.
Es potencialmente un sitio adecuado para la pesca del camarón y el demersal fishing. Los camarones que se encuentran en este mar son penaeid sp además de variedades comunes de peces, nemipteridae sp y otras variedades.
En un mundo en el que los ecosistemas marinos y los inventarios pesqueros están amenazados o colapsando, el mar de Arafura se encuentra en un punto de máxima biodiversidad marina. Sin embargo, este mar, es objeto de una actividad pesquera en aumento que es ilegal, no regulada y no controlada. De continuar esta tendencia, las comunidades que rodean al mar y que dependen de las proteínas de los productos marinos enfrentaran importantes desafíos para sobrevivir.
En 2002, se creó el Foro experto de los mares de Arafura y Timor (por sus siglas en inglés: ATSEF) para promover una gestión sostenible de los mismos tanto desde un punto de vista económico como en cuanto al cuidado del medio ambiente.

## Marco geológico
Los investigadores se han inclinado en el pasado por la idea de que las dos fosas presentes en la zona representan la continuación hacia el este de la zona de subducción Sunda-Timor, que fue doblada por la placa del Pacífico, que avanza hacia el oeste. La zona de Benioff se inclina hacia el continente asiático y, en consecuencia, establece una cuña caótica de sedimentos imbricados y basamento cristalino en el lado norte.
Sin embargo Caldwell cuestiona este llamado modelo de una sola placa, distinguiendo dos zonas Benioff separadas. Una zona se extiende hacia el norte por debajo de Timor hasta una profundidad de 600 km (370 mi) y la otra, separada por la falla de transformación Tarera-Aiduna, se extiende hacia el sur por debajo de Seram hasta una profundidad de unos 200 km (125 m). Este modelo de dos placas podría quizás acomodar el arco en forma de bucle sin cuestionar el concepto de inyección rígida de placas. Sin embargo, el modelo de dos placas para el mar de Banda es difícil de conciliar con los resultados de las investigaciones de campo de Audley-Charles et al (1979), porque sus conclusiones indican que la estratigrafía y la estructura del Seram muestran un notable parecido con el Timor. Sostienen que cualquier hipótesis que describa la evolución tectónica del Timor sería igualmente aplicable al Seram, lo que implica una preferencia por un modelo de una sola placa para esta región.
Schlüter (1983), por su parte, no separa la fosa de Seram y Tanimbar a lo largo de la falla Tarera-Aiduna, sino que sostiene que la fosa de Tanimbar termina repentinamente al este de la isla de Kai, mientras que la fosa de Seram comienza al oeste de la isla de Kai. Se considera que la fosa de Tanimbar es la prolongación oriental de la fosa de Timor, mientras que al norte se profundiza y se funde lateralmente en la fosa de Aru, de 3500 m de profundidad. Dado que las curvas de nivel con tendencia norte-noreste-sursudoeste giran bruscamente hacia el noroeste entre las islas Tanimbar y Kai, Schlüter (1983) supone la existencia de una falla importante en esta zona, que separa la fosa de Tanimbar de la cuenca de Aru.
Según Bowin et al (1980), la historia tectónica de esta zona es muy complicada porque la fosa de Aru muestra extensión de la corteza en lugar de compresión. Schlüter (1983) sostiene que la diferencia más destacada entre los segmentos Tanimbar y Kai del arco de Banda es que el movimiento tectónico vertical predomina a lo largo de la fosa Aru oriental más que a lo largo de la fosa Tanimbar. A lo largo del flanco oriental de la fosa de Aru se producen grandes desplazamientos verticales (de hasta 1,8 s) en fallas normales descendentes en el lado de la cuenca, pero a lo largo del flanco sudoriental de la fosa de Tanimbar sólo se observan pequeños desplazamientos verticales (de hasta 0,15 s). Las fallas escalonadas norte-sur caracterizan el margen oriental de la fosa de Aru. Más concretamente, se encuentran mar adentro al noroeste y suroeste de la isla principal y mar adentro en su parte occidental. Este tipo de tectónica podría proporcionar trampas contra las fallas o mediante drapeado sobre los bloques de falla.

## La plataforma de Arafura
La plataforma de Arafura pertenece a la parte continental australiano-iriana de la placa litosférica de Gondwana. La plataforma, que se extiende casi en su totalidad dentro de los límites del contorno batimétrico de 200 m, es una extensión del continente australiano hacia el norte, mar adentro.
Schlüter (1983) distingue siete secuencias en la plataforma de Arafura, de las cuales la secuencia superior se interpreta como neógena, haciéndose más fina hacia la plataforma. Las secuencias forman parte de la cuña caótica de rocas muy alteradas a lo largo del arco exterior de la isla Banda. Las secuencias subyacentes son de edad paleógena a neógena. Se extienden hasta 35 km más allá de la fosa de Tanimbar y la fosa de Aru, hacia el noroeste, y marcan la base de la cuña caótica.
Basándose en los resultados de las reflexiones sísmicas, la zona de los escudos puede subdividirse en varias elevaciones y depresiones intracratónicas, como la elevación de Merauke, la cuenca de Arafura, la fosa de Money Shoal y la fosa de Malita Calder.
Los grabens intracratónicos consisten presumiblemente en gruesos estratos precámbricos a paleozoicos que están cubiertos por secuencias mesozoicas-terciarias relativamente delgadas. Sólo la fosa de Money Shoal contiene depósitos fluvio-deltaicos jurásicos a cenozoicos de más de 2 km de espesor. La naturaleza mayoritariamente fluvio y parálica de los estratos jurásicos y cretácicos de este graben, junto con la presencia de muchas pequeñas discordancias, indica que durante la mayor parte del Mesozoico hubo una zona terrestre en las proximidades de la actual costa de la plataforma de Darwin.
Inmediatamente al sur de la frontera internacional entre Indonesia y Australia, la gran depresión orientada al noreste se conoce como Malita-Calder graben. A diferencia de la fosa de Money Shoal, que es una fosa premesozoica situada en un bloque estable, la fosa de Malita-Calder se encuentra en la zona móvil, donde predomina el plegamiento en drapeado sobre un bloque de fallas de gran profundidad, formado durante el Jurásico. Está fuertemente delimitado por ambos lados y, en particular, por la plataforma de Darwin, que forma parte de la plataforma de Arafura. Este graben debería extenderse hasta aguas indonesias, al sureste de Tanimbar, y representa una secuencia Mesozoica-Terciaria en la que se han acumulado gruesos sedimentos marinos frente a la litosfera australiana en descenso.

## Delimitación de la IHO
La máxima autoridad internacional en materia de delimitación de mares, la Organización Hidrográfica Internacional («International Hydrographic Organization», IHO) considera el mar de Arafura como un mar. En su publicación de referencia mundial, Limits of oceans and seas (Límites de océanos y mares, 3ª edición de 1953), le asigna el número de identificación 48h y lo define de la forma siguiente:

Al Norte.
El límite sureste del mar de Ceram (48 f) y el límite oriental del mar de Banda (48 g).
En el Este.
La costa sur de Nueva Guinea desde Karoefa (133°27'E) a la entrante del río Bensbak (141°O1'E), y desde allí una línea hasta el extremo noroeste de la península de York, Australia (11°05'S, 142°03'E).
En el Sur.
Por la costa norte de Australia desde el extremo noroeste de la península de York hasta el cabo Don (11°19'S, 131°46'E).
En el Oeste.
Una línea desde el cabo Don hasta Tanjong Aro Oesoe, el punto meridional de Selaroe (islas Tanimbar).
[El límite sureste del mar de Ceram (48 f). Una línea de Karoefa, Nueva Guinea, al extremo sureste de la isla de Adi, y desde allí a Tg. Borang, el punto septentrional de Noehoe Tjoet (5°17'S, 133°09'E).] 
[El límite oriental del mar de Banda (48 g). De Tg Borang, el punto septentrional de Noehoe Tjoet, a través de esta isla hasta su punta sur, y desde allí una línea a la punta nordeste de Fordata, a través de esta isla y cruzando a la punta nordeste de Larat, islas Tanimbar (7°06'S, 131°55'S), bajando la costa oriental de Jamdena hasta su punta meridional, a través de Anggarmasa a la punta norte de Selaroe y a través de esta isla hasta Tg. Aro Oesoe su punta meridional (8°21'S, 130°45'E)].
Limits of oceans and seas, pág. 27-28.

## Nombre
El uso europeo del nombre "mar de Arafura" se remonta al menos a 1663, cuando Joan Blaeu registró en el texto de su mapa mural de las Indias Orientales ("Archipelagus Orientalis, sive Asiaticus") que los habitantes del interior de las Molucas se llaman a sí mismos "Alfores".
El nombre también aparecía en la obra de George Windsor Earl de 1837 Sailing Directions for the Arafura Sea, que recopiló a partir de las narraciones de los tenientes Kolff y Modera de la Marina Real de Holanda. 
Aunque se ha sugerido que Arafura deriva de la palabra portuguesa "Alfours", que significa "hombres libres", parece más probable que el mar lleve el nombre de los Harrafora, el nombre indígena de "la gente de las montañas" en las Molucas (parte de Indonesia), que fue la explicación registrada por los tenientes Kolff y Modera en la década de 1830.
Thomas Forrest navegó por las Molucas (islas Maluku) en 1775, y documentó que en el extremo occidental de Nueva Guinea vivía un pueblo que se hacía llamar "harafora", subordinado a los "papúas". También informó de su presencia en Magindano (Mindanao). El geógrafo Conrad Malte-Brun repitió los informes de Forrest sobre una raza de "Haraforas" en 1804, y añadió Borneo a la lista de lugares que habitó este grupo. El etnólogo James C. Prichard describió a los haraforas como cazadores de cabezas. John Coulter, en su relato de una estancia en el interior del suroeste de Nueva Guinea en 1835,  se refería a los habitantes de esta tribu como los "Horrafora", y tenía la impresión de que papúes y horraforenses eran dos grupos distintos en Nueva Guinea.
El Diccionario Toponímico de AJ van der Aa de 1939, recientemente redescubierto en los Archivos Nacionales holandeses, tiene esta explicación para el nombre del mar: "Los habitantes de las Molucas se llamaban a sí mismos 'haraforas', traduciendo 'Anak anak gunung' como 'hijos de las montañas'".

## Pesca
El mar de Arafura es un rico recurso pesquero, sobre todo de camarones y peces demersales. Entre las especies económicamente importantes se encuentran el barramundi, el mero, los camarones peneidos y los peces Nemipteridae, entre otros.
En un momento en que muchos ecosistemas marinos y poblaciones de peces de todo el mundo están disminuyendo o colapsando, el mar de Arafura destaca como una de las pesquerías marinas más ricas de la Tierra. Sin embargo, los recursos naturales de Arafura se han visto sometidos a una creciente presión por las actividades de pesca ilegal, no declarada y no regulada.
El Foro de Expertos de los Mares de Arafura y Timor (ATSEF) se creó en 2002 para promover la gestión económica y ambientalmente sostenible de esos mares.